# Равне-при-Жирех
Равне-при-Жирех (словен. Ravne pri Žireh) — поселення в общині Жири, Горенський регіон, Словенія. Висота над рівнем моря: 628,1 м.